# Хърватини
Хърватини (на словенски: Hrvatini; на италиански: Crevatini) е село в Словения, Обално-крашки регион, община Копер. Според Националната статистическа служба на Република Словения през 2002 г. селото има 1126 жители.